# San Luis Potosí Challenger 2001
Il San Luis Potosí Challenger 2001 è stato un torneo di tennis facente parte della categoria ATP Challenger Series nell'ambito dell'ATP Challenger Series 2001. Il torneo si è giocato a San Luis Potosí in Messico dal 9 al 15 aprile 2001 su campi in terra rossa.

## Vincitori

### Singolare
Martin Rodriguez ha battuto in finale  Ota Fukárek con il punteggio di 6(7)–7, 7–6(2), 7–6(8).

### Doppio
Edgardo Massa /  Sergio Roitman hanno battuto in finale  Paul Hanley /  Nathan Healey con il punteggio di 6–4, 5–7, 7–6(3).